# Augustine Rubit
Augustine Cuero Rubit, né le 14 août 1989 à Houston au Texas, est un joueur américain de basket-ball. Il évolue au poste d'ailier fort.

## Biographie
En juillet 2019, Rubit s'engage pour deux ans pour le club grec de l'Olympiakós. À cause de manquements au règlement, l'Olympiakós est relégué en deuxième division grecque lors de la saison 2019-2020. Le club fait alors le choix de créer deux effectifs, un pour l'EuroLigue et un pour le championnat. Augustine Rubit évolue donc uniquement en EuroLigue et termine la compétition avec une moyenne de 6 points par match en 26 rencontres disputées.
Il quitte le club au bout d'une saison et s'engage avec le Žalgiris Kaunas au mois de juillet 2020. Le contrat court sur une saison avec une autre saison en option.
En août 2021, Rubit retourne en Allemagne, au Bayern Munich, pour une saison. Il prolonge son contrat d'une saison en juillet 2022.

## Palmarès
- Champion de Lituanie 2021
- Joueur de l'année de la Sun Belt Conference 2013
- First-team All-Sun Belt 2012, 2013
- Sun Belt Freshman of the Year 2011